# The Highwaymen (Folk-Rock-Band)

Single-Etikett „Michael“, United Artists 258

The Highwaymen war eine US-amerikanische Folk-Rock-Band, die Ende der 1950er Jahre auf der Universität von Middletown, Connecticut, gegründet wurde.

## Mitglieder
- Bobby Burnett (* 7. Februar 1940 in Providence, Rhode Island; † 8. Dezember 2011 in East Providence, Rhode Island; Gitarre, Tenor). Er studierte ab 1964 an der Harvard Law School und wurde später Banker.
- Steve Butts (* 1940 in New York; Gitarre, Bass). Er wurde später Administrator an verschiedenen Universitäten, promovierte an der Columbia-Universität und lehrte Statistik und Barockmusik.
- Chan Daniels (* 1. Januar 1940 in Buenos Aires; † 2. August 1975; Gitarre, Gesang)
- Dave Fisher (* 19. Juli 1940 in New Haven, Connecticut; † 7. Mai 2010 in Rye, New York; Lead-Gitarre, Tenor). Nach dem Ende der „Highwaymen“ nahm er mehrere Soloplatten auf, danach arbeitete er als Komponist und Arrangeur bei Film und Fernsehen.
- Steve Trott (* 12. Dezember 1939 in Glen Ridge (New Jersey), bis 1962: Gitarre, Bariton). Nach einem Jura-Studium an der Harvard Law School wurde er Bundesrichter.
- Gil Robbins (* 3. April 1931 in Spokane, Washington; † 5. April 2011 in Esteban Cantú, Mexiko). Robbins wurde nach der Auflösung der Highwaymen-Manager des Gaslight Club in Greenwich Village.

## Karriere
Im Herbst 1958 traten die vier Studenten der Wesleyan University in Middletown im US-Staat Connecticut Dave Fisher, Steve Butts, Bob Burnett und Chan Daniels erstmals als schottisch-irische Folk-Band unter dem Namen The Clansmen auf. Während der Proben für eine Universitäts-Show stieß als fünftes Mitglied der Gitarrist Steve Trott zur Gruppe. Nach mehreren erfolgreichen Auftritten bemühte sich das Quintett um einen Schallplattenvertrag, zu dem es Anfang 1959 mit der Schallplattenfirma United Artists Records (UA) kam. Ken Greengrass wurde ihr Manager, der für eine Namensänderung der Gruppe hin zu The Highwaymen sorgte. Unter Bezugnahme auf das gleichnamige Gedicht von Alfred Noyes sollte damit deutlicher auf das Repertoire der Gruppe hingewiesen werden.
Im Spätsommer 1960 veröffentlichte UA die erste Langspielplatte (LP) mit zum Teil selbstgeschriebenen Songs der Highwaymen unter dem Titel The Highwaymen, produziert von Don Costa. Die Platte erregte ebenso wenig Aufmerksamkeit wie die Debütsingle mit den Auskopplungen Santiano und Michael, Row The Boat Ashore. Erst als ein Händler in Connecticut begann, für die B-Seite Michael Werbung zu betreiben und andere Händler sowie Discjockeys ihm folgten, stieg die Nachfrage nach der Platte zunächst im Nordosten der USA und später landesweit. In den US-Billboard-Charts wurde der Titel zum ersten Mal im Juli 1961 notiert und landete schließlich im September auf dem Spitzenplatz. Michael wurde auch zu einem internationalen Erfolg, auch in Großbritannien kam der Titel auf den ersten Platz. In den USA wurde das Publikum nach dem Erfolg von Michael auch auf die LP The Highwaymen aufmerksam, die es noch bis auf Platz 42 in den LP-Charts schaffte.
Auch mit ihrer zweiten Single, die im Oktober 1962 veröffentlicht wurde, blieben die Highwaymen erfolgreich. Wie bei der ersten Single wurde die B-Seite Cotton Fields dem A-Seitentitel The Gypsy Rover vorgezogen. Während The Gypsy Rover bei Billboard nur Platz 42 erreichte, stieg Cotton Fields bis zum Rang 13 auf. Mit ihren 1962er Singletiteln I’m on My Way (90.) und The Bird Man (64.) kam die Gruppe wieder in die Billboardcharts. Alle nachfolgenden Veröffentlichungen blieben unnotiert. Bis 1964 brachte UA zwölf Highwaymen-Singles und acht LPs heraus.
1962 hatte alle fünf Bandmitglieder ihr Abitur abgeschlossen, ließen sich im New Yorker Stadtteil Greenwich Village nieder und schlugen im Gaslight Club ihr Stammquartier auf. Zuvor war Steve Trott ausgeschieden und durch Gil Robbins von den Belafonte Singers ersetzt worden. Für sechs Monate traten die Highwaymen nur zu viert auf, als Bob Burnett zur Army eingezogen war. Nach ihrer LP Spirit and the Flesh lösten sich die Highwaymen 1964 auf. Während Bob Burnett, Chan Daniels und Steve Butts ein Studium aufnahmen, setzten Dave Fisher und Gil Robbins in anderen Formationen ihre musikalische Laufbahn fort. Der Name The Highwaymen blieb erhalten, denn er wurde von der Plattenfirma ABC-Paramounts erworben und auf eine neue Gruppierung übertragen, mit der bereits 1965 Platten veröffentlicht wurden.

## Diskografie (Vinyl, USA)

### Singles
| Veröffentlichung | A-/B-Seite                                            | Kat. Nr.       |
| ---------------- | ----------------------------------------------------- | -------------- |
|                  |                                                       | United Artists |
| November 1960    | Michael / Santiano                                    | 258            |
| Oktober 1961     | The Gypsy Rover / Cotton Fields                       | 370            |
| April 1962       | I’m on My Way / Whiskey in the Jar                    | 439            |
| Juli 1962        | The Bird Man / Cindy, Oh Cindy                        | 475            |
| November 1962    | I Know Where I’m Going / Well, Well, Well             | 540            |
| Februar 1963     | I Never Will Marry / Pretoria                         | 568            |
| Mai 1963         | All My Trials / Midnight Train                        | 602            |
| September 1963   | Universal Soldier / I’ll Fly Away                     | 647            |
| Dezember 1963    | Roll on Columbia, Roll on / The Tale of Michael Flynn | 679            |
| März 1964        | The Sinking of the Reuben James / Bon Soir            | 695            |
| August 1964      | Sweet Mama Tree Top Tall / Nellie                     | 752            |
| Dezember 1964    | Michael ’65 / Puttin’ on the Style                    | 801            |

### LPs
| Veröffentlichung | Titel                | Kat. Nr.            |
| ---------------- | -------------------- | ------------------- |
| 1960             | The Highwaymen       | United Artists 6125 |
| 1961             | Standing Room Only   | United Artists 6168 |
| 1962             | Encore               | United Artists 6225 |
| 1963             | March On, Brothers   | United Artists 6245 |
| 1963             | Hootenanny           | United Artists 6294 |
| 1964             | One More Time        | United Artists 6323 |
| 1964             | Homecoming           | United Artists 6348 |
| 1964             | Spirit and the Flesh | United Artists 6397 |

## CDs (in Deutschland erhältlich)
| Veröffentlichung | Titel                      | Label         |
| ---------------- | -------------------------- | ------------- |
| 1990             | Cambridge Tapes            | Folk Era Reco |
| 1995             | The Best of The Highwaymen | EMI           |
| 2002             | In Concert                 |               |
| 2007             | Folk Hits Collection       | Varese Saraba |
| 2008             | Water Of Life              | Varese Saraba |

## Singles Deutschland
| Veröffentlichung | A-/B-Seite                      | Kat. Nr. |
| ---------------- | ------------------------------- | -------- |
| 1961             | Michael / Santiano              | UA 67007 |
| 1961             | Cotton Fields / The Gypsy Rover | UA 67011 |